# Scandinavia (Wisconsin)
Scandinavia es una villa ubicada en el condado de Waupaca en el estado estadounidense de Wisconsin. En el Censo de 2010 tenía una población de 363 habitantes y una densidad poblacional de 138,63 personas por km².

## Geografía
Scandinavia se encuentra ubicada en las coordenadas 44°27′39″N 89°8′48″O / 44.46083, -89.14667. Según la Oficina del Censo de los Estados Unidos, Scandinavia tiene una superficie total de 2.62 km², de la cual 2.27 km² corresponden a tierra firme y (13.25%) 0.35 km² es agua.

## Demografía
Según el censo de 2010, había 363 personas residiendo en Scandinavia. La densidad de población era de 138,63 hab./km². De los 363 habitantes, Scandinavia estaba compuesto por el 97.25% blancos, el 0.55% eran afroamericanos, el 0.28% eran amerindios, el 0% eran asiáticos, el 0% eran isleños del Pacífico, el 1.65% eran de otras razas y el 0.28% pertenecían a dos o más razas. Del total de la población el 2.2% eran hispanos o latinos de cualquier raza.